# Howard Ashman
Howard Elliott Ashman (Baltimora, 17 maggio 1950 – New York, 14 marzo 1991) è stato un paroliere, librettista, regista teatrale e commediografo statunitense.

## Biografia

### Giovinezza e primi passi nel teatro
Nacque da una famiglia ebrea di Baltimora. Fece i primi studi alla Boston University e al Goddard College (compreso un periodo al Tufts University's Summer Theater) per laurearsi con il Master of Fine Arts all'Indiana University nel 1974.
Sempre nel 1974 si trasferì a New York, dove iniziò a scrivere sceneggiature teatrali mentre lavorava per la casa editrice Grosset & Dunlap. I suoi lavori, tra cui Cause Maggie's Afraid of the Dark, The Confirmation e Dreamstuff (versione in musical de La tempesta di Shakespeare), attirarono l'attenzione degli addetti ai lavori; cominciò a collaborare col WPA Theater, un teatro Off Broadway, e nel 1977 fu nominato direttore artistico dello stesso (carica che manterrà fino al 1982).
La sua produzione teatrale The Confirmation, fu messa in scena per la prima volta nel 1979 al teatro McCarter di Princeton, e annoverava tra i protagonisti Herschel Bernardi.

### L'incontro con Menken
Sempre nel 1979 Ashman lavorò per la prima volta con Alan Menken per un musical nato come adattamento di Dio la benedica, signor Rosewater o perle ai porci (God Bless You, Mr. Rosewater, 1965) di Kurt Vonnegut.
Fu l'inizio di una proficua collaborazione tra Ashman, che componeva i testi, e Menken, che scriveva le musiche: il duo avrebbe lavorato per diversi musical e pellicole riscuotendo molto successo, in particolare per i film d'animazione della Disney. Insieme avrebbero infatti vinto 2 Grammy Awards, 2 Golden Globe e 2 Premi Oscar, tutti per le due canzoni Under the Sea, da La sirenetta (1989), e Beauty and the Beast, da La bella e la bestia (1991), entrambi film Disney.

### Il successo
Menken e Ashman realizzarono insieme il musical La piccola bottega degli orrori, basato sull'omonimo film del 1960 diretto da Roger Corman, che esordì nel 1982: Ashman ne fu il regista, oltre ad averne scritto il libretto (vincendo il Drama Desk Award for Outstanding Lyrics) e i testi delle canzoni. Il musical ebbe un grande successo sia di pubblico sia di critica (tra cui il premio di miglior musical della stagione dal New York Drama Critics Circle).
Ashman fu regista, librettista e autore dei testi delle canzoni anche per il musical di Broadway del 1986 Smile (sulla musica di Marvin Hamlisch). Sempre nel 1986, Ashman scrisse la sceneggiatura per l'adattamento cinematografico de La piccola bottega degli orrori, diretto da Frank Oz. Contribuì ulteriormente alla pellicola scrivendo i testi per due nuove canzoni: Some Fun Now e Mean Green Mother from Outer Space: quest'ultima fece ottenere a Menken e Ashman la loro prima candidatura agli Oscar (nel 1987), nella categoria miglior canzone.
Il primo Oscar alla migliore canzone per Ashman e Menken arrivò alla cerimonia del 1990 per il brano Under the Sea da La sirenetta; tra i 5 candidati c'era anche una seconda canzone del duo: Kiss the Girl, sempre dal medesimo film Disney. Under the Sea e Kiss the Girl ottennero il medesimo risultato (vittoria per la prima, solo nomination per la seconda) sia ai Golden Globe, nella categoria migliore canzone originale, sia ai Grammy, nella categoria "Miglior canzone scritta per un film, televisione o altri media audio-visivi".

### La morte e il secondo Oscar
Due giorni dopo aver ricevuto il primo Oscar, Ashman confidò a Menken di avere l'AIDS. Howard Ashman morì il 14 marzo 1991 a New York (sebbene alcune fonti riportino Los Angeles) per complicazioni dovute alla malattia e fu sepolto al Oheb Shalom Memorial Park di Baltimora; la sua lapide recita: "Oh that he had one more song to sing, one more song".
La morte sopraggiunse mentre erano in produzione i film La bella e la bestia e Aladdin, alle cui colonne sonore, nonostante la malattia e la sempre maggiore debolezza fisica che questa comportava, Ashman continuò a lavorare, riuscendo a ultimare il lavoro per La bella e la bestia. Ashman scrisse inoltre i testi di 11 brani per Aladdin, sebbene solamente tre (Arabian Nights, Friend Like Me e Prince Ali) furono poi inserite a pellicola ultimata. I testi per le altre canzoni del film furono successivamente scritti da Tim Rice. Alla cerimonia degli Oscar del 1993 la statuetta per la miglior canzone andò proprio a un brano scritto da Menken e Rice (A Whole New World).
Ashman ricevette il suo secondo Oscar, che gli fu conferito postumo, nel 1992, per la canzone Beauty and the Beast da La bella e la bestia (altri 2 brani dei 5 finalisti erano del duo Menken-Ashman: Be Our Guest e Belle). Durante la cerimonia la statuetta fu ritirata da Bill Lauch, compagno di Ashman dal 1984, che nel discorso di ringraziamento disse che quello era "il primo Academy Award dato a qualcuno che abbiamo perso a causa dell'AIDS".
Per la canzone Beauty and the Beast Ashman ricevette, sempre postumi, un Golden Globe e un Grammy, nelle medesime categorie in cui aveva vinto con Under the Sea, rispettivamente nel 1992 e nel 1993.

### Altri riconoscimenti postumi
Ad Howard Ashman fu così dedicato il film La bella e la bestia: To our friend Howard, who gave a mermaid her voice and a beast his soul, we will be forever grateful. Howard Ashman 1950–1991
(Al nostro amico Howard, che diede a una sirena la sua voce e a una bestia la sua anima, ti saremo sempre grati. Howard Ashman 1950–1991).
Ad Ashman, nel 1998, fu attribuito il Laurence Olivier Theatre Award postumo per il musical (rappresentato al Dominion Theatre) La bella e la bestia come miglior nuovo musical della stagione 1997.
Nel 2001 Ashman fu premiato con il Disney Legends postumo.
Un album costituito da canzoni di Ashman cantate dallo stesso artista, intitolato Howard Sings Ashman, fu pubblicato l'11 novembre 2008 dalla PS Classics come parte della "Songwriter Series" della Biblioteca del Congresso.

## Riconoscimenti

### Premi per il cinema
- Premio Oscar
  - 1987 – Candidatura per la miglior canzone per "Mean Green Mother from Outer Space"
  - 1990 – Candidatura per la miglior canzone per "Kiss the Girl"
  - 1990 – Miglior canzone per "Under the Sea"
  - 1992 – Miglior canzone per "Beauty and the Beast"
  - 1992 – Candidatura per la miglior canzone per "Be Our Guest"
  - 1992 – Candidatura per la miglior canzone per "Belle"
  - 1993 – Candidatura per la miglior canzone per  "Friend Like Me"
- Golden Globe
  - 1990 – Migliore canzone originale per "Under the Sea"
  - 1990 – Candidatura per la migliore canzone originale per "Kiss the Girl"
  - 1992 – Migliore canzone originale per  "Beauty and the Beast"
  - 1992 – Candidatura per la migliore canzone originale per "Be Our Guest"
  - 1993 – Candidatura per la migliore canzone originale per "Friend Like Me"
  - 1993 – Candidatura per la migliore canzone originale per "Prince Ali"
- BAFTA
  - 1993 – Candidatura per la migliore colonna sonora per La bella e la bestia
- Grammy Award
  - 1990 – Candidatura per il miglior album per bambini per Oliver & Company
  - 1991 – Miglior album per bambini per La sirenetta
  - 1991 – Miglior canzone scritta per un film, televisione o altri media audio-visivi per "Under the Sea"
  - 1991 – Candidatura per la miglior canzone scritta per un film, televisione o altri media audio-visivi per "Kiss Her Now"
  - 1993 – Miglior album per bambini per La bella e la bestia
  - 1993 – Candidatura per il miglior album dell'anno per La bella e la bestia
  - 1993 – Miglior canzone scritta per un film, televisione o altri media audio-visivi per "Beauty and the Beast"
  - 1993 – Candidatura per la miglior canzone dell'anno per "Beauty and the Beast"
  - 1994 – Miglior album per bambini per Aladdin
  - 1994 – Candidatura per la miglior canzone scritta per un film, televisione o altri media audio-visivi per "Friend Like Me"

### Premi per il teatro
- Tony Award
  - 1987 - Candidatura per il miglior libretto di un musical per Smile
  - 1994 – Candidatura per la migliore colonna sonora originale per La bella e la bestia
  - 2008 – Candidatura per la migliore colonna sonora originale per The Little Mermaid
  - 2014 – Candidatura per la migliore colonna sonora originale per Aladdin
- Drama Desk Award
  - 1983 – Migliori testi per La piccola bottega degli orrori
  - 1983 – Candidatura per la miglior regia di un musical per La piccola bottega degli orrori
  - 1994 – Candidatura per i migliori testi per La bella e la bestia
  - 2014 – Candidatura per i migliori testi per Aladdin
- Evening Standard Theatre Award
  - 1983 – Miglior musical per La piccola bottega degli orrori
- Grammy Award
  - 1984 – Candidatura per il miglior album di un musical teatrale per La piccola bottega degli orrori
- Premio Laurence Olivier
  - 1983 – Candidatura per il miglior nuovo musical per La piccola bottega degli orrori
  - 1998 – Miglior nuovo musical per Be bella e la bestia
- New York Drama Critics' Circle
  - 1983 – Miglior musical per La piccola bottega degli orrori
- Outer Critics Circle Award
  - 1983 – Miglior musical dell'Off-Broadway per La piccola bottega degli orrori
  - 1983 – Miglior colonna sonora per La piccola bottega degli orrori

## Opere più importanti
- Dio la benedica, signor Rosewater o perle ai porci (God Bless You, Mr. Rosewater, 1979) - libretto, testi canzoni e regia
- La piccola bottega degli orrori (Little Shop of Horrors, 1982) - testi canzoni
- Smile (1986) - libretto, testi canzoni e regia
- La piccola bottega degli orrori (Little Shop of Horrors, 1986) - testi canzoni e sceneggiatura
- Oliver & Company (1988) - testo della canzone "Once Upon a Time in New York City"
- La sirenetta (The Little Mermaid, 1989) - testi delle canzoni, testi di dialoghi aggiuntivi e co-produzione
- I nostri eroi alla riscossa (Cartoon All-Stars to the Rescue, 1990) - testo della canzone "Wonderful Way to Say No"
- La bella e la bestia (Beauty and the Beast, 1991) - testi delle canzoni e produzione esecutiva
- Aladdin (1992) - testi di parte delle canzoni